# Крило велосипедне

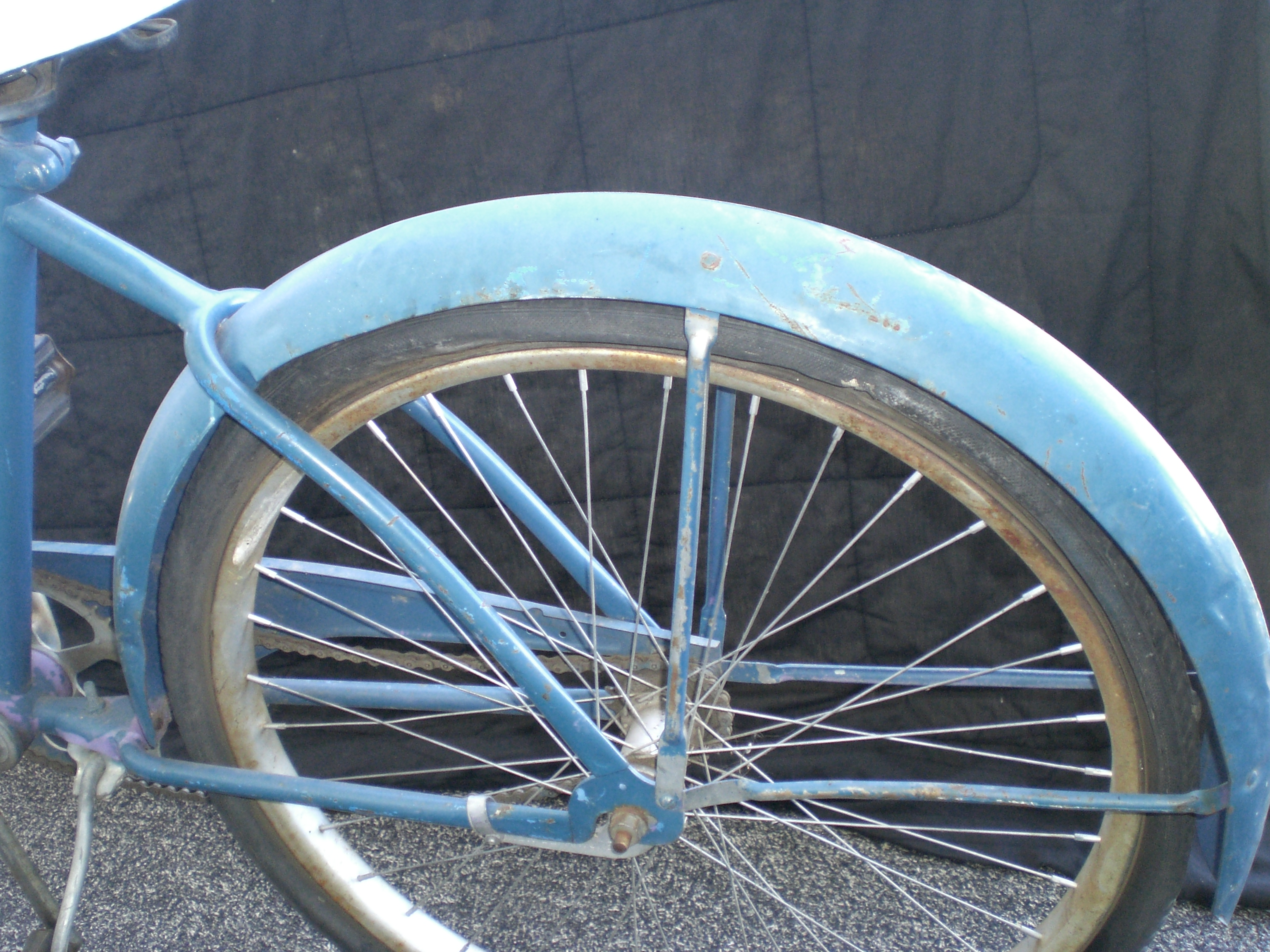
Болотник заднього колеса

Крило велосипедне, також болотник (пол. Błotnik rowerowy, англ. fender, нім. Schutzblech) — деталь велосипеда, що допомагає захистити велосипедиста від води та бруду, що летять з коліс. Крила для вуличного велосипеда встановлюються прямо над шинами (як передні, так і задні) і можуть виготовлятись з металу, пластика чи дерева. Крила для гірських та кросових велосипедів, як правило виготовляються з пластику. У кросбайків вони монтуються над шинами, а в гірських велосипедів — кріпляться до підседельного штрия або нижньої труби рами, щоб запобігти ударам.